# 75 a.C.
Il 75 a.C. (LXXV a.C. in numeri romani) è un anno  del I secolo a.C.

## Eventi
- Nelle acque cretesi una flotta romana guidata dal pretore Marco Antonio è sconfitta dai pirati.
- Ascesa al trono del re indo-greco Telefo
- Mitridate IV del Ponto e Tigrane II d'Armenia invadono la Cappadocia e la Bitinia.
- La Cirenaica diventa provincia romana.

## Nati
- Calpurnia, romana

## Morti
- Orode I, sovrano
- Zenone di Sidone, filosofo greco antico (n. 150 a.C.)